# Valle della Beqa'
La valle della Beqāʿ  (in arabo البقاع‎?, al-Biqāʿ) è una valle nel nord-est del Libano. La valle della Beqāʿ è una fertile vallata che si estende tra il Libano e la Siria, si trova a circa 30 km ad est di Beirut. La valle della Beqāʿ è delimitata dalle montagne del Monte Libano ad ovest e dai monti dell'Anti-Libano ad est. 
È la parte più settentrionale della Rift Valley, un'area di frattura geologica della crosta terrestre che si estende dalla Siria fino al Mar Rosso e dall'Etiopia fino al Mozambico in Africa. La valle della Beqāʿ è lunga circa 120 km e ha un'ampiezza media di circa 16 km. Nella valle nascono due fiumi: l'Oronte (Asi), che scorre in direzione nord verso la Siria, ed il fiume Leonte, che scorre verso sud per poi piegare ad ovest verso il Mar Mediterraneo.

## Storia

### XX e XXI secolo
Con lo scoppio della guerra civile libanese, la regione venne occupata dall'esercito siriano a partire dal 1976; l'occupazione si protrasse fino al 2005. La valle divenne contemporaneamente una delle principali roccaforti di Hezbollah, forte dell'appoggio delle locali comunità sciite.

## Clima
Ha un clima di tipo mediterraneo costituito da inverni umidi e tiepidi e da estati molto calde e secche.
La regione riceve precipitazioni piovose limitate, specialmente nel nord, dal momento che le Montagne del Libano creano uno schermo alle piogge che blocca le nuvole provenienti dal mare e di conseguenza anche le piogge. La sezione nord ha una media di precipitazioni annue di 230 mm, in contrasto ai 610 mm nella valle centrale.

## Coltivazioni legali ed illegali
Dal I secolo a.C., quando la regione era sottoposta alla dominazione romana, la valle della Beqāʿ serviva come una fonte di grano per la provincia romana della Siria. Oggi la valle costituisce il 40% della terra arabile del Libano. L'estremo nord della valle, con la scarsità di piogge ed i suoli meno fertili, viene utilizzata principalmente come terra per la pastorizia esercitata da nomadi. Più a sud, suoli più fertili permettono coltivazioni di grano, mais, cotone, e vegetali, con vigne e frutteti che si trovano attorno a Zahle. La valle è anche un luogo di coltivazione della cannabis (da cui viene ricavato hashish) e del papavero da oppio: entrambi sono coltivati ed esportati illegalmente. Sin dal 1957 il progetto idroelettrico del fiume Leonte, una serie di canali e una diga che si trova ad al-Qaraʿūn nell'estremo sud della valle, ha migliorato l'irrigazione alle fattorie nella valle della Beqāʿ.

Zahle è la maggiore città nella valle. Si trova poco a nord della strada Beirut-Damasco, che divide in due la valle. La maggior parte dei residenti di Zahle sono cristiani, e tra questi greco-cattolici, maroniti, e greco-ortodossi.

## Rovine romane di Baalbek
Il sito storico-archeologico più importante della vallata è Baalbek, un'antica città che prende il nome dal dio cananeo Baal. Baalbek contiene impressionanti rovine romane, includendo templi di Bacco, Giove, Venere. Per molti anni le rovine sono state impiegate come set per il festival di Baalbek, che richiama gruppi di teatro, prosa e musica di tutto il mondo.